# Charles van Isterdael
Charles Theophile Louis Joseph van Isterdael (Bergen, 22 mei 1873 – Den Haag, 5 maart 1962) was een Nederlands cellist van Belgische komaf.
Hij was zoon van musicus Louis van Isterdael en Louise Charlotte Joséphine Gigault. Hij trouwde in 1899 als muziekonderwijzer met Frederika Johanna Catharina Heijl.Voor zijn verdiensten werd hij onderscheiden als ridder in de Orde van Oranje-Nassau, de Leopoldsorde en het Legioen van Eer. Hij werd begraven op de Gemeentelijke Begraafplaats Westduin.
Hij kreeg zijn muziekopleiding aan het Koninklijk Conservatorium Brussel van Adrien François Servais en werd in 1890 als opvolger van Joseph Giese solocellist bij de Franse Opera in Den Haag. Hij maakte bij de oprichting van het Residentie Orkest de overstap en speelde daar tot aan zijn pensioen op 1 mei 1940 (eervol ontslag). Hij maakte tevens deel uit van kamermuziekensembles zoals het Haagse Trio (Henri Hack, Karel August Textor), Haagse Toonkunstkwartet (Henri Hack, Voerman en Bart Verhallen), Haags Strijkkwartet (Sam Swaap, Adolphe Poth, Jean Devert) en het Hollandsch Kwintet (Henri Hack, Jac vd Burg, Frans Vink en Carel Oberstadt), waarmee hij concerten gaf in heel West-Europa.
Hij was al vroeg docent aan de Stedelijke Muziekschool Bergen en in later leven docent aan het Conservatorium in Den Haag. Bernhard van den Sigtenhorst Meyer droeg zijn Cellosonate opus 25 uit 1926 aan hem op, ook Alexander Voormolen, Hugo Dalen deden dat. Van Isterdael zou zelf ook wat werken geschreven hebben, zoals een Ballade (voor solisten, gemengd koor en orkest), Opstanding en Immortalité.
Er zijn enkele opnamen van hem bewaard gebleven. Zijn archief bevindt zich in het Nederlands Muziek Instituut (of opvolger van dat instituut) te Den Haag.
- MusicBrainz: 9520e2b9-0321-424b-9d2d-5f764d79c725
- Nederlandse Thesaurus van Auteursnamen: 226351394
- Virtual International Authority File: 291237648
- WorldCat: E39PBJqQyxKG7qrFVdwkGHXmVC